# Csala
Csala Székesfehérvár egyik városrésze a megyeszékhely északkeleti részén. Közúti elérését a 811-es főút biztosítja; a hazai vasútvonalak közül pedig a Bicske–Székesfehérvár-vasútvonal érintette – egykor vasútállomása is volt itt. –, de azt már évtizedekkel ezelőtt megszüntették.
Néhány utcányi lakott területe a Császár-víz jobb (nyugati) parti oldalán fekszik. Itt található a neoreneszánsz stílusban épült Kégl-kastély is, mely viszont a vízfolyástól keletre helyezkedik el.

## Története
A Székesfehérvár határában található települések közül talán a legjelentősebb Csalapuszta, mely egykor a csókakői váruradalom része és a Csákok birtoka volt. Kisnemesi birtokosai, mint királyi emberek a megyei közélet résztvevői voltak. 1453-ban V. László a csókakői birtokokat, a Rozgonyiaknak adományozta, amit Mátyás király is megerősített.
A 16. században Csala elszakadt a csókakői uradalomtól. 1588-ban az örökös nélkül elhalt Havassy Györgytől a birtok a koronára szállt. A török hódoltság alatt a pusztát Hermann György, Szeghy Ambrus és Andreasics Mátyás nyerte el, viszont ők – a katonai nemesség tagjai – nem kapták meg örök birtokként, hanem csak jövedelmeit bírták. Jogilag a birtok a Nádasdy családé maradt, akiktől 1671-ben sem sikerült konfiskálni. 1702-ben a csókakői, majd a móri uradalmi birtokok részei között volt feltüntetve. A 18. században a tulajdonosai bérbe adták.
1873-ban Kégl György vette meg, majd felvette a csalai előnevet. Az elhanyagolt birtokot is ő virágoztatta fel, ő emelte a Hauszmann Alajos tervei alapján a neoreneszánsz-eklektikus kastélyt és a kastélyparkot is ekkor alakították ki. A parkban álló Nagyboldogasszony-templomot is ő építtette. A birtok tartotta fenn a csalai községi elemi iskolát. Kégl György neve elsősorban adományáról lett maradandó: 100 000 forintos alapítványt tett, amellyel a Fejér megyei Szent György Kórház alapjait vetette meg.
Csalapuszta 1960-ig Pákozdhoz tartozott, majd Székesfehérvárhoz csatolták.

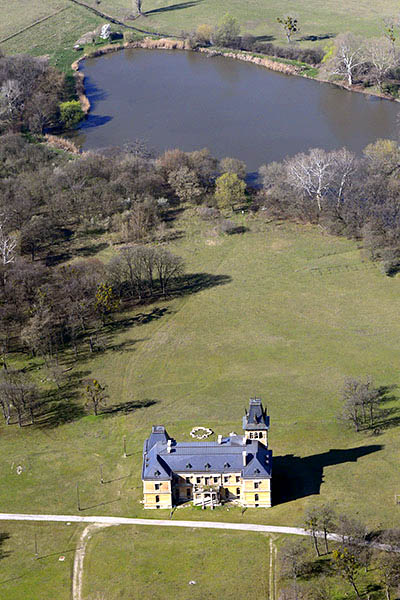